# Heřmanovice
Heřmanovice é uma comuna checa localizada na região de Morávia-Silésia, distrito de Bruntál‎.